# کویتیم شالا
کویتیم شالا (کرواتی: Kujtim Šalja؛ زادهٔ ۱۳ ژوئیهٔ ۱۹۶۴) بازیکن سابق و مربی فوتبال اهل کرواسی است.
از باشگاه‌هایی که در آن بازی کرده‌است می‌توان به باشگاه فوتبال لوکوموتیو لایپزیگ، باشگاه فوتبال دینامو زاگرب، باشگاه فوتبال فورتونا دوسلدورف، باشگاه فوتبال مانهایم، باشگاه فوتبال رن، باشگاه فوتبال کمنیتس، و باشگاه فوتبال پارتیزان اشاره کرد.
وی همچنین در تیم ملی فوتبال کرواسی بازی کرده‌است.